# Raimo Manninen
Raimo Ensio Manninen (Lahti, 3 ottobre 1940 – Janakkala, 6 febbraio 2009) è stato uno sciatore alpino e allenatore di sci alpino finlandese.

## Biografia

### Carriera sciistica

#### Stagioni 1958-1965
Sciatore polivalente, Raimo Manninen debuttò in campo internazionale in occasione dell'Internationalen Adelbodner Skitage 1958 (Adelboden, 5-6 gennaio), dove si classificò 36º nello slalom gigante, e ai successivi Mondiali di Badgastein 1958 (2-9 febbraio), sua prima presenza iridata, si piazzò 57º nella discesa libera, 42º nello slalom gigante e 33º nello slalom speciale; ai Mondiali di Chamonix 1962 (10-18 febbraio) fu 22º nella discesa libera, 51º nello slalom gigante, 10º nello slalom speciale e 13º nella combinata e nel prosieguo di quella stagione si classificò 2º nello slalom gigante del trofeo Holmenkollen-Kandahar (Holmenkollen, 2-4 marzo).
Ai IX Giochi olimpici invernali di Innsbruck 1964 (29 gennaio-9 febbraio), sua prima presenza olimpica, si piazzò 22º nella discesa libera, 17º nello slalom gigante, 22º nello slalom speciale e 9º nella combinata, disputata in sede olimpica ma valida solo ai fini dei Mondiali 1964; nel prosieguo di quella stagione vinse la discesa libera delll'Holmenkollen-Kandahar (Voss, 14-15 marzo), dove si piazzò anche 3º nella combinata, e fu 3º nello slalom gigante di Oppdal del 21 marzo.

#### Stagioni 1966-1970
Nel 1966 fu 2º nello slalom speciale del trofeo Duca d'Aosta (Cortina d'Ampezzo, 5-6 febbraio) prima di infortunarsi durante le prove della discesa libera della 3-Tre (Madonna di Campiglio, 11-13 febbraio) fratturandosi una gamba: l'incidente ne compromise il prosieguo della stagione e l'intera annata successiva. Tornò alle gare in occasione del Criterium de la première neige 1967 (Val-d'Isère, 12-15 dicembre); in Coppa del Mondo esordì il 14 gennaio 1968 a Wengen in slalom speciale, senza completare la prova, e conquistò il miglior risultato il 21 gennaio seguente a Kitzbühel nella medesima specialità (26º).
Ai successivi X Giochi olimpici invernali di Grenoble 1968 (9-17 febbraio), sua ultima presenza olimpica, si classificò 30º nello slalom gigante, non completò la discesa libera e non si qualificò per la finale dello slalom speciale; prese per l'ultima volta il via in Coppa del Mondo il 20 gennaio 1970 a Kranjska Gora in slalom gigante (57º) e ai successivi Mondiali di Val Gardena 1970 (7-15 febbraio), suo congedo agonistico, si piazzò 53º nella discesa libera, 44º nello slalom gigante, 17º nella combinata e non si qualificò per la finale dello slalom speciale.

### Carriera da allenatore
Dopo il ritiro divenne allenatore nei quadri della Federazione sciistica della Finlandia.

## Palmarès

### Classiche
Holmenkollen-Kandahar
- 1 vittoria (discesa libera a Voss 1964)

### Campionati finlandesi
- 13 ori (slalom gigante, slalom speciale nel 1961; slalom gigante, slalom speciale nel 1962; slalom gigante, slalom speciale nel 1963; slalom speciale nel 1964; discesa libera, slalom speciale nel 1965; slalom gigante, slalom speciale nel 1969; discesa libera, slalom gigante nel 1970)[senza fonte]